# غير معروف (فلم)
غير معروف (بالإنجليزية: Unknown) هو فيلم دراما وإثارة نفسية عرض في 2011، إخراج جاومي كوليت سيرا وبطولة ليام نيسون وديان كروغر وجانيوري جونز وأيدان كوين وبرونو غانز وفرانك لانجيلا، الفيلم مأخوذ من رواية فرنسية صدرت عام 2003 باللغة الإنجليزية للكاتب ديدييه فان كوفلارت

## القصة
د. مارتين عالم النبات الذي يستفيق بعد حادث سيارة في برلين في ألمانيا، ليجد زوجته تدعي أنها لا تعرفه، وأن رجلاً آخر انتحل هويته. يجد الرجل نفسه مطارداً من قبل قتلة مأجورين، وجميع السلطات الرسمية تتنكر له، يحاول الرجل أن يعيد هويته مرة أخرى، وأن يكشف الحقيقة وراء الغموض الذي يكتنف حياته بعد الحادثة الغامضة. وحين يصبح د.مارتن وحيداً مرهقاً ومحطماً ومطارداً من أشخاص يريدون تصفيته وقتله، يبدأ البحث عن جينا سائقة التاكسي التي تعمل بشكل غير شرعي والتي أنقذته من الغرق في النهر وتمد له يد المساعدة ليكشف الغموض الذي أصبح يكتنف حياته.

## طاقم التمثيل
- ليام نيسون: (د. مارتين هاريس)
- ديان كروغر: (جينا)
- جانيوري جونز: (إليزابيث هاريس)
- أيدان كوين: (مارتن بي)
- فرانك لانجيلا: (بروفيسور رودني كول)
- برونو غانز: (إرنست يورغن)
- سيباستيان كوخ: (بروفيسور بريسلر)
- ستيب أرتشيغ: (جونز)
- راينر بوك: (هير شتراوس)
- ميدو حمادة: (الأمير شدا)
- كارل ماركوفيتش: (الدكتور فارج)
- إيفا لوباو: (الممرضة غريتشن إيرفورت)

## وصلات خارجية
- الموقع الرسمي
- غير معروف على موقع IMDb (الإنجليزية)
- غير معروف على موقع ميتاكريتيك (الإنجليزية)
- غير معروف على موقع روتن توميتوز (الإنجليزية)
- غير معروف على موقع نتفليكس (الإنجليزية)
- غير معروف على موقع قاعدة بيانات الأفلام العربية
- غير معروف على موقع ألو سيني (الفرنسية)
- غير معروف على موقع Turner Classic Movies (الإنجليزية)
- غير معروف على موقع أول موفي (الإنجليزية)
- غير معروف على موقع بوكس أوفيس موجو (الإنجليزية)
- غير معروف على موقع فيلمافينيتي (الإسبانية)